# Proč
Proč (em húngaro: Porócs) é um município da Eslováquia, situado no distrito de Prešov, na região de Prešov. Tem 5,86 km² de área e sua população em 2018 foi estimada em 406 habitantes.

## Demografia
| Ano:        | 1994 | 2004   | 2014   | 2024   |
| ----------- | ---- | ------ | ------ | ------ |
| Broj ljudi: | 465  | 445    | 431    | 409    |
| Razlika:    |      | -4,30% | -3,14% | -5,10% |

| Ano:               | 2023 | 2024   |
| ------------------ | ---- | ------ |
| Número de pessoas: | 417  | 409    |
| Diferença:         |      | -1,91% |